# Melanocortin-4-Rezeptor
Der Melanocortin-4-Rezeptor  (kurz: MC4R) gehört zu der Gruppe der Melanocortinrezeptoren und ist ein G-Protein-gekoppelter Rezeptor. Er wird im Gehirn (dort insbesondere in Regionen des Hypothalamus in der Nähe des Organum vasculosum laminae terminalis) und im Darmgewebe aber nicht in der Plazenta, der Nebennierenrinde oder in Melanozyten exprimiert. Er wird durch α-MSH, β-MSH, γ-MSH und durch ACTH aktiviert und ist in vegetative Regelungen der Energiehomöostase involviert. Es hebt zum Beispiel die normale Körpertemperatur, unterdrückt jedoch die Fieberreaktion. Ferner unterdrückt er das Hungergefühl (z. B. auch im Rahmen der Tumorkachexie) und beeinflusst den Energieverbrauch im Stoffwechsel und steigert die sexuelle Appetenz.

## Genetik
Das Protein für MC4R wird auf dem Chromosomenabschnitt 18q22 in einem Exon kodiert und enthält 333 Aminosäuren.

## Mutationen
Mutationen im MC4R können auch bei Heterozygoten mit autosomal vererbter Veranlagung zur Adipositas einhergehen.